# Bazari

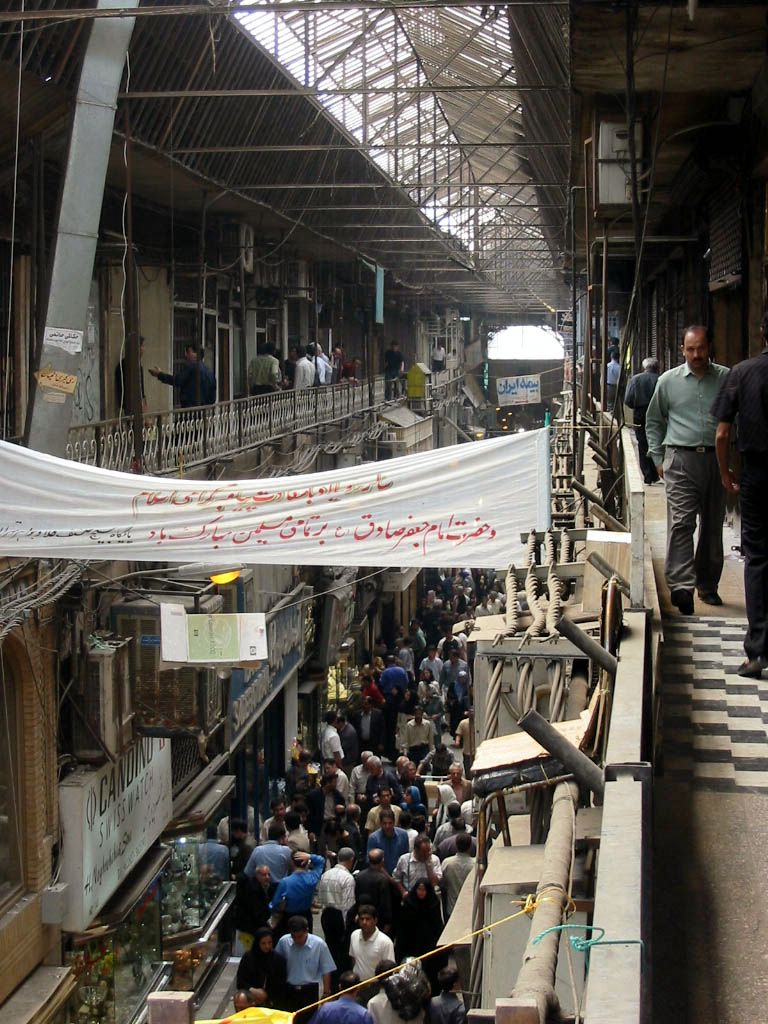
Handel na Wielkim Bazarze w Teheranie

Bazari (także: Bazaari) – kupcy bazarowi w Iranie. 
Bazari stanowią bardzo ważną grupę nacisku w społeczeństwie irańskim, gdzie większość handlu odbywa się poprzez bazary (np. największy Wielki Bazar w Teheranie). Kupcy handlują właściwie wszystkimi możliwymi do sprzedaży bazarowej towarami, ale bardzo wpływowa część z nich specjalizuje się w tradycyjnych muzułmańskich produktach, takich jak np. dywany. 
Kupcy bazarowi byli jedną z podpór rewolucji islamskiej w Iranie w 1979. Ich wsparcie odegrało bardzo poważną rolę w upadku szacha Mohammada Rezy Pahlawiego. Jest to klasa dość konserwatywna i w większości wrogo lub sceptycznie nastawiona do Zachodu. Przestrzegają skrupulatnie nakazów islamu, noszą tradycyjne stroje i utrzymują wielopokoleniowe rodziny. Mimo tego ich polityczne nastroje uległy stopniowej erozji, w wyniku problemów gospodarczych, w jakie wpędził Iran Mahmud Ahmadineżad i jego poplecznicy, których preferował w biznesie. Spowodowało to wymierne straty finansowe dla kupców. W wyniku tego w wyborach prezydenckich w 2009 poparli masowo Hosejna Musawiego.